# 농소초등학교 봉곡분교
농소초등학교 봉곡분교는 경상북도 김천시 농소면 벽봉로 1651 (봉곡리)에 있었던 분교이다.

## 연혁
- 1948년 10월 2일 개교
- 1987년 3월 5일 병설유치원 개원
- 1996년 3월 1일 봉곡초등학교로 개칭
- 1999년 9월 1일 농소초등학교 봉곡분교장 격하
- 2008년 3월 1일 폐교 (본교로 흡수)